# إنوخاريس
بلدية إنوخاريس (بالإسبانية: Hinojares) هي بلدية تقع في مقاطعة خاين التابعة لمنطقة أندلوسيا جنوب إسبانيا.

## الديموغرافيا
بلغ عدد سكان بلدية إنوخاريس 435 نسمة عام 2011 (وفقاً للمعهد الوطني للإحصاء الإسباني).
| 524 | 508 | 467 | 467 | 447 | 409 | 435 |